# Чемпіонат Польщі з футболу 1923
3-й чемпіонат Польщі з футболу проводився серед переможців регіональних турнірів. У змаганні брали участь вісім команд. Формат чемпіонату передбачав проведення попереднього турніру у двох групах (по 4 команди у кожній) і фінального раунду із двох матчів.
Чемпіоном Польщі 1923 року став львівський клуб «Погонь». Для команди цей чемпіонський титул став другим в історії. Найкращим бомбардиром турніру став гравець команди-чемпіона — нападник Мечислав Батш, який відзначився 10 забитими м'ячами у ворота суперників.

## Західна група
| Місце | Команда              | О | І | В | Н | П | М+ | М- |
| ----- | -------------------- | - | - | - | - | - | -- | -- |
| 1.    | «Вісла» (Краків)     | 9 | 6 | 4 | 1 | 1 | 20 | 6  |
| 2.    | «Варта» (Познань)    | 8 | 6 | 3 | 2 | 1 | 20 | 9  |
| 3.    | ЛКС (Лодзь)          | 7 | 6 | 3 | 1 | 2 | 21 | 11 |
| 4.    | «Іскра» (Семяновіце) | 0 | 6 | 0 | 0 | 6 | 1  | 36 |

## Східна група
| Місце | Команда             | О  | І | В | Н | П | М+ | М- |
| ----- | ------------------- | -- | - | - | - | - | -- | -- |
| 1.    | «Погонь» (Львів)    | 12 | 6 | 6 | 0 | 0 | 42 | 3  |
| 2.    | «Полонія» (Варшава) | 8  | 6 | 4 | 0 | 2 | 24 | 12 |
| 3.    | «Лауда» (Вільно)    | 3  | 6 | 1 | 1 | 4 | 4  | 26 |
| 4.    | ВКС (Люблін)        | 1  | 6 | 0 | 1 | 5 | 1  | 39 |

## Фінал
- «Погонь» (Львів) — «Вісла» (Краків) 3:0 (2:0). Голи: Вацлав Кухар (2), Юзеф Гарбень.
- «Вісла» (Краків) — «Погонь» (Львів) 2:1 (1:0). Голи: Генрік Рейман, Владислав Ковальський — Вацлав Кухар.

Додатковий матч за перше місце відбувся у Варшаві:
| 4 листопада 1923 |

| «Погонь» (Львів)          | 2 – 1 | «Вісла» (Краків)           |
| ------------------------- | ----- | -------------------------- |
| В. Кухар 44' Гарбень 118' | звіт  | 67' Рейман або Ковальський |

| Варшава Глядачів: 5 000 Арбітр: Артур Марчевський (Лодзь) |

«Погонь» (2+3+5): Мечислав Кухар; Тадеуш Ігнарович, Владислав Олеарчик, Едвард Гуліч, Броніслав Фіхтель, Людвік Шнайдер, Людвік Шабакевич, Юзеф Гарбень, Вацлав Кухар, Мечислав Бач, Юзеф Слонецький. 
«Вісла» (2+3+5): Мечислав Вишневський; Станіслав Стопа, Казімеж Качор, Владислав Крупа, Стефан Слива, Стефан Войцик, Юзеф Адамек, Францішек Данц, Генрік Рейман, Владислав Ковальський, Мечислав Бальцер.

## Склад чемпіона
«Погонь» (Львів): воротарі — Юзеф Бесяда, Мечислав Кухар: польові гравці — Фелікс Асланович, Мечислав Бач, Броніслав Фіхтель, Юзеф Гарбень, Едвард Гуліч, Тадеуш Ігнарович, Антоній Юрас, Вацлав Кухар, Владислав Олеарчик, Людвік Шнайдер, Людвік Шабакевич, Юзеф Слонецький, Людвік Тарчинський, Казимир Войцицький. Тренер — Карл Фішер.

## Найкращі бомбардири
- Мечислав Бач («Погонь») — 10
- Юзеф Гарбень («Погонь») — 9
- Вацлав Кухар («Погонь») — 7